# Holger Badstuber
Holger Badstuber (n. 13 martie 1989 în Memmingen) este un fotbalist german retras din activitate, care a jucat pe post de fundaș central la echipe ca Bayern, Stuttgart și Bayern II. Pe plan internațional, are prezențe la națională pentru Germania, Germania Sub-21⁠(d), Germania U19⁠(d) și Germania U20⁠(d).

## Statisticile carierei
| Club             | Sezon            | Campionat | Campionat | Cupa | Cupa   | Europa | Europa | Total | Total  |
| Club             | Sezon            | Apar      | Goluri    | Apar | Goluri | Apar   | Goluri | Apar  | Goluri |
| ---------------- | ---------------- | --------- | --------- | ---- | ------ | ------ | ------ | ----- | ------ |
| Bayern München   | 2009–10          | 33        | 1         | 3    | 0      | 11     | 0      | 47    | 1      |
| Bayern München   | Total            | 33        | 1         | 3    | 0      | 11     | 0      | 47    | 1      |
| Totalul carierei | Totalul carierei | 33        | 1         | 3    | 0      | 11     | 0      | 47    | 1      |

La 8 mai 2010

## Palmares
Bayern München
- Bundesliga: 2009–10, 2012–13, 2013–14, 2014–15, 2015–16
- DFB-Pokal: 2009–10, 2012–13, 2013–14, 2015–16
- DFL-Supercup: 2010, 2012, 2016
- UEFA Champions League: 2012–13
- Supercupa Europei UEFA: 2013
- Cupa Mondială a Cluburilor FIFA: 2013

Germania
- Locul 3 la Campionatul Mondial de Fotbal: 2010